# Cotul Morii
Cotul Morii – wieś w Mołdawii, w rejonie Hîncești.

## Położenie i opis
Wieś leży w rejonie Hîncești, nad Prutem i granicą mołdawsko-rumuńską, w odległości ok. 84 km na południowy zachód od Kiszyniowa i 45 km od stolicy rejonu, Hîncești.
Pierwsza wzmianka o miejscowości pochodzi z 1621 r.
W miejscowości znajduje się jedna z najstarszych drewnianych świątyń prawosławnych w Mołdawii – cerkiew św. Tryfona z pocz. XIX w. Budowla ta została poważnie uszkodzona podczas powodzi w 2010 r. i nie jest użytkowana liturgicznie. W sąsiedztwie zrujnowanej cerkwi znajduje się prawosławny cmentarz. We wsi powstała nowa cerkiew.

## Demografia
W 2004 r. we wsi żyło 2166 osób, z czego ponad 99% zadeklarowało narodowość mołdawską, natomiast pojedynczy mieszkańcy wskazali przynależność do narodów ukraińskiego, rosyjskiego, bułgarskiego lub gagauskiego.